# الجمهورية (أفلاطون)

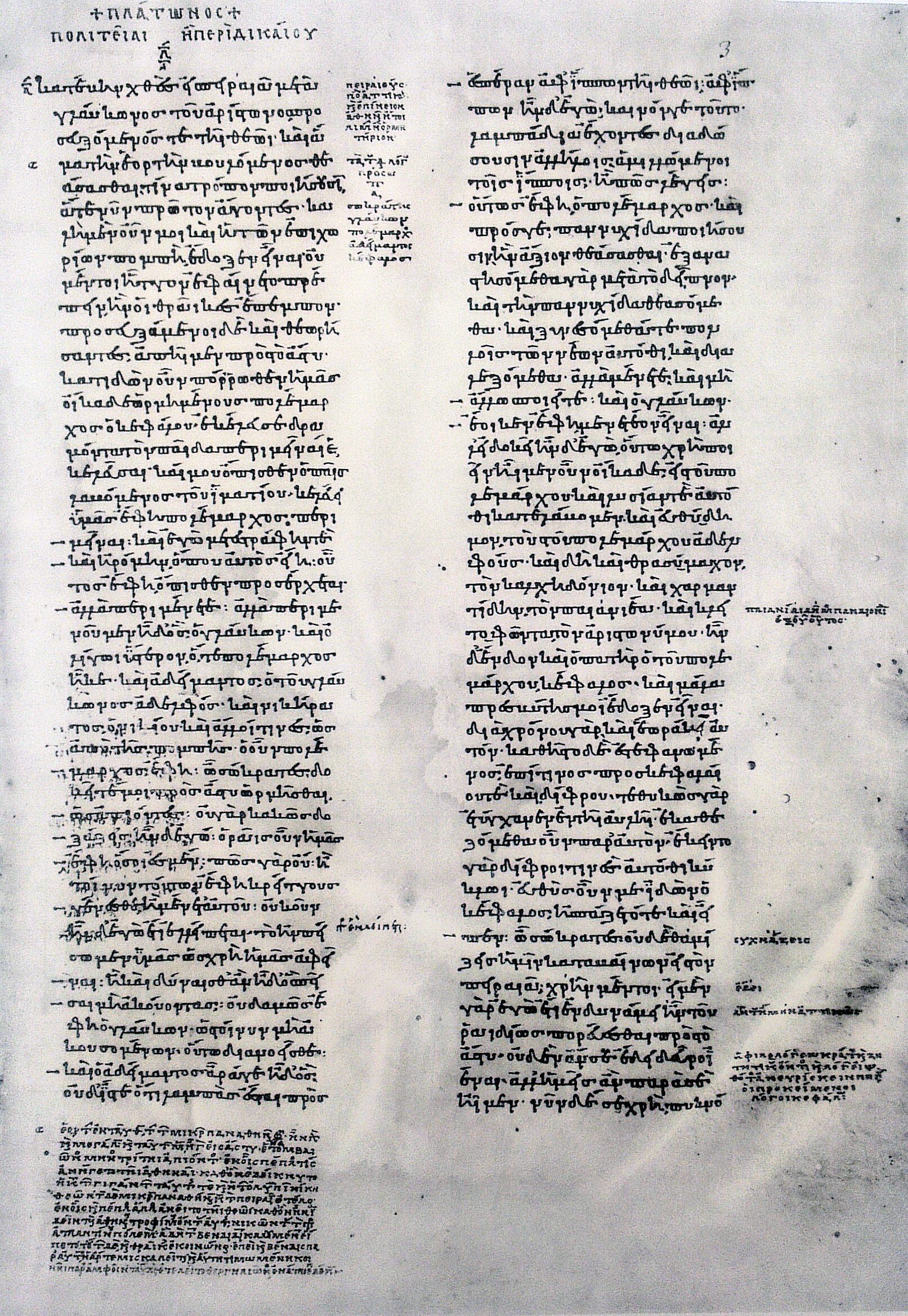
صفحة لأقدم مخطوطة كاملة في المكتبة الوطنية الفرنسية في عام 1807 (أواخر القرن التاسع)

الجمهورية (باليونانية القديمة: Πολιτεία) هي محاورة سقراطية من تأليف أفلاطون نحو عام 375 ق.م، تناول فيها العدالة، والنظام، وطبيعة الدولة المدينة العادلة، وماهية الرجل العادل. الجمهورية هي أشهر أعمال أفلاطون، وأحد أكثر الأعمال تأثيرًا على الإطلاق في الفلسفة والفلسفة السياسية، فكريًا وتاريخيًا على حد سواء.
يتناقش سقراط في هذه المحاورة مع رجال أثينيين وغير أثينيين عن معنى العدالة، وعن ما إذا كان الرجل العادل أكثر سعادة من الرجل الظالم، كما يتأمل في أنواع الأنظمة الحاكمة، ثم يقترح عددًا من المدن المتخيلة مقارنة بها، حتى يصل إلى كاليبولس، وهي مدينة فاضلة يحكمها الفيلسوف الملك. يتناقشون كذلك في الشيخوخة والحب ونظرية المثل وخلود النفس ودور الفلاسفة والشعر في المجتمع. يرجح توقيت المحاورة في وقت الحرب البيلوبونيسية.

## الجمهورية

### الكتاب الأول: الشيخوخة والحب وتعريف العدل
يُدعى سقراط، أثناء زيارة ميناء أثينا بيرايوس، للانضمام إلى بوليمارخوس لتناول العشاء وحضور مهرجان. ينتهي بهما المطاف في منزل بوليمارخوس، حيث يلتقي سقراط بوالد بوليمارخوس، كيفالوس.
وفي أول حوار فلسفي له مع أفراد المجموعة، يخوض سقراط نقاشًا مع كيفالوس. يطرح أفلاطون في هذا الموضع أول سؤال فلسفي حقيقي في الكتاب، فيسأل سقراط: "هل الحياة مؤلمة في هذا العمر؟ أو ما الذي تقوله عن الشيخوخة؟"، أثناء حديثه مع كيفالوس المُسن.
يرد كيفالوس قائلاً إن الكثيرين يشتكون من الشيخوخة لأنهم يفتقدون شبابهم، لكنه يرى أن "الشيخوخة تجلب لنا راحة عميقة وحرية من هذه الشهوات وغيرها من الأهواء. فعندما تهدأ الرغبات وتخفّ قوتها، تتحقق تمامًا مقولة سوفوكليس، فهي كأن الإنسان قد تحرر من مجموعة من السادة الغاضبين." هذه الراحة تمنحه الوقت لتكريس نفسه للتضحيات والعدالة ليكون مستعدًا للحياة الآخرة.
يسأل سقراط محاوريه عن تعريف العدالة. وتُطرح ثلاثة تعريفات:
- كيفالوس: العدالة هي أن تعطي كل ذي حق حقه
- بوليمارخوس: العدالة هي أن تعطي لكل فرد ما يناسبه
- ثراسيماخوس: العدالة هي ما يفيد الأقوى

يفند سقراط كل تعريف بدوره:
- قد يكون من الواجب أن تعيد لشخص سكينًا كنت قد استعرته منه، لكن إذا أصبح هذا الشخص مجنونًا وسيؤذي نفسه بالسكين، فإن إعادته لن تكون عادلة.
- يقترح بوليمارخوس أن العدالة تعني فعل الخير للأصدقاء وجلب الضرر للأعداء، لكن الإضرار بشخص يجعله أكثر ظلمًا، وبالتالي فإن تعريفه يجعل العدالة تؤدي إلى الظلم.
- إذا كانت العدالة تعني فعل ما يأمر به الحاكم (الأقوى) والحكام يخطئون أحيانًا في تحديد ما هو لصالحهم، فإن العدالة تصبح فعل ما هو ضد مصلحة الأقوى.

يرد ثراسيماخوس على هذا التفنيد قائلاً إنه طالما أن الأقوياء يخطئون، فهم في تلك اللحظة ليسوا أقوياء بالمعنى الكامل. يُفند سقراط حجة ثراسيماخوس بحجة أخرى: "كل حرفة تهدف إلى غاية وجودها، وبالتالي فإن الحكم يجب أن يكون لصالح المحكوم وليس الحاكم."
في هذه المرحلة، يدّعي ثراسيماخوس أن الشخص الظالم أكثر حكمة من الشخص العادل. يُقدم سقراط ثلاث حجج لدحض هذا الادعاء. لكن ثراسيماخوس يتوقف عن المشاركة الفاعلة في النقاش، ويبدو أن سقراط نفسه يرى أن حججه غير كافية، لأنه لم يقدم تعريفًا واضحًا للعدالة. ينتهي الكتاب الأول في حالة من الحيرة بشأن جوهر العدالة.

### الكتاب الثاني: تحدي غلوكون وأديمنتوس
لم يقتنع غلوكون وأديمنتوس بدفاع سقراط عن العدالة، فيطلبان منه أن يدافع عن العدالة في مواجهة وجهة نظر بديلة ينسبانها إلى الكثيرين. وفقًا لهذه النظرة، فإن أصل العدالة يكمن في العقود الاجتماعية. فالناس جميعًا يفضلون أن يضروا الآخرين دون أن يطالهم أذى، ولكن لأنهم لا يستطيعون ذلك، يتفقون على ألا يضروا الآخرين حتى لا يُصابوا بالأذى. علاوة على ذلك، وفقًا لهذه الرؤية، فإن كل من يمارس العدالة يفعل ذلك مكرهًا خوفًا من العقاب، وحياة الرجل الظالم الذي لا يُعاقب أكثر سعادة بكثير من حياة الرجل العادل.
يطالب غلوكون سقراط بأن يُثبت أن العدالة ليست مرغوبة فقط بسبب نتائجها، بل لذاتها أيضًا. ولتوضيح القضية، يروي قصة غيغس، الذي – بمساعدة خاتم يجعله غير مرئي – يحقق لنفسه مكاسب عظيمة بارتكاب المظالم. يعتقد كثيرون أن أي شخص يمتلك هذا الخاتم سيتصرف كما فعل غيغس، بل ويرون أن عليه أن يفعل ذلك. يستخدم غلوكون هذا الحُجّة لتحدي سقراط بأن يُثبت أن الحياة العادلة أفضل من الحياة الظالمة.
يُضيف أديمنتوس إلى كلام غلوكون حججًا إضافية. يشير إلى أن الظالمين لا ينبغي أن يخشوا الحكم الإلهي، لأن نفس الشعراء الذين كتبوا عن هذا الحكم قد ذكروا أيضًا أن الآلهة ستمنح المغفرة لأولئك الذين يقدمون القرابين الدينية.

### الكتاب الثالث والرابع: المدينة والروح

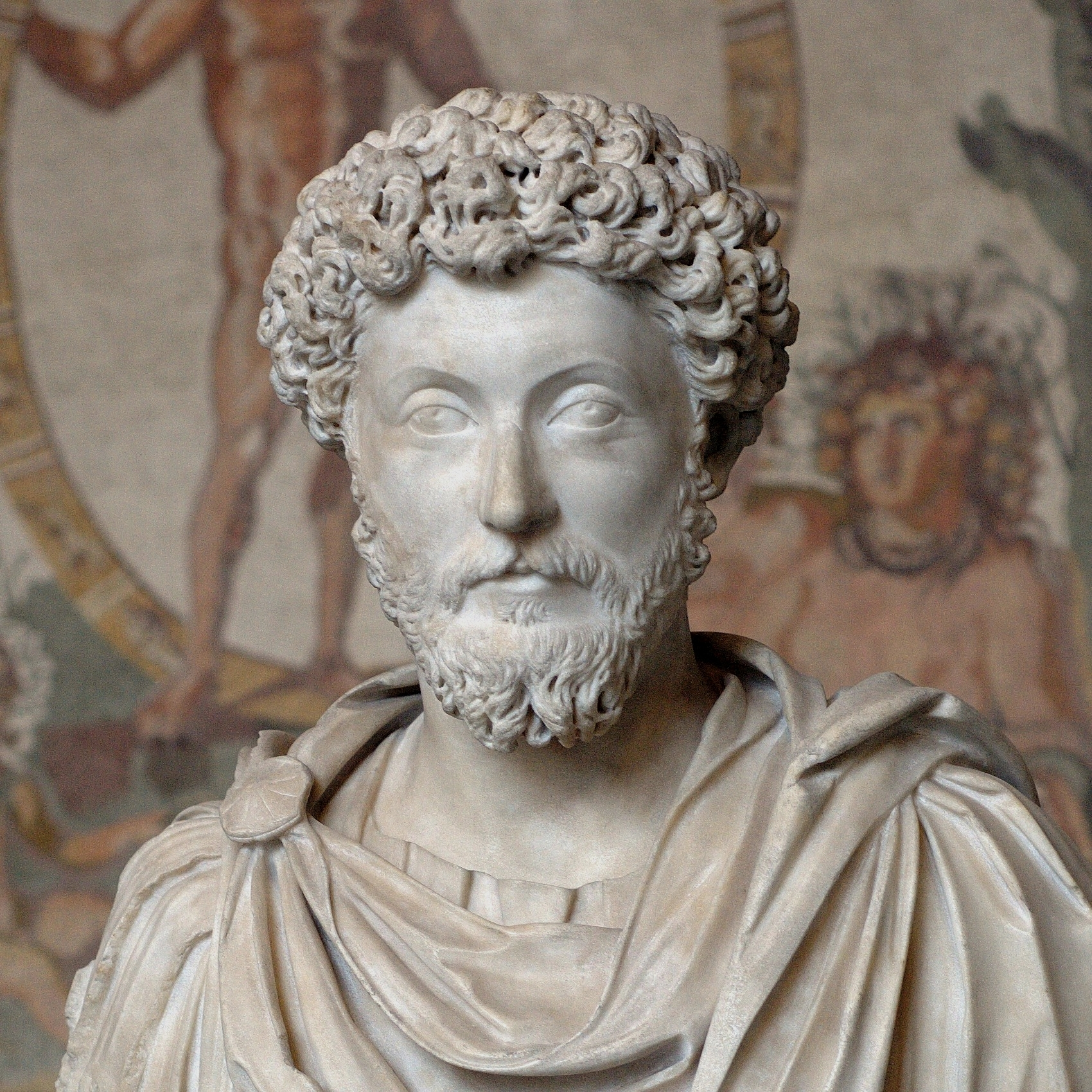
يرى أفلاطون ضرورة أن يحكم الدولة ملك فيلسوف يمتلك فهمًا عميقًا للصور. يُعد ماركوس أوريليوس أشهر من حقق تلك المعايير.

يقترح سقراط استخدام صورة المدينة للبحث عن كيفية نشوء العدالة في روح الفرد. بعد أن ينسب أصل المجتمع إلى عدم اكتفاء الفرد بذاته وحاجاته الكثيرة التي لا يستطيع تلبيتها بمفرده، يبدأ سقراط بوصف "الدولة الصحيحة"، وهي مجتمع يتألف من منتجين يلبّون احتياجاتهم بكفاية للعيش بتواضع. لكن غلوكون يعتبر هذا الوصف أقرب إلى "مدينة الخنازير". عندها ينتقل سقراط لوصف المدينة الفاخرة، التي يسميها "دولة الحمى"، إذ يتطلب تحقيق هذه الفخامة والدفاع عنها وجود طبقة من الحراس لشن الحروب.
بعد ذلك، يتناولون مسألة كيفية إيجاد حراس لا يتحولون إلى طغاة على الشعب الذي يحمونه. يقترح سقراط حل المشكلة من خلال تعليمهم منذ سنواتهم الأولى. يبدأ بوضع تصور للتعليم الضروري، ابتداءً من نوع القصص المناسبة لتدريب الحراس. يخلصون إلى أن القصص التي تنسب الشر إلى الآلهة أو الأبطال، أو التي تصف الحياة الآخرة بشكل سلبي، هي قصص غير صحيحة ويجب عدم تعليمها. كما يقررون تنظيم الأسلوب السردي والموسيقي بحيث يعزز الفضائل الأربع الأساسية: الحكمة، والشجاعة، والعدالة، والاعتدال. يؤكد سقراط أن الأسلوب الجميل والأخلاقي هو نفسه. ومن خلال اقتراح برنامج التعليم المُنقى هذا، يعيدون تطهير المدينة الفاخرة أو "المحمومة". يعارض سقراط الاعتراض القائل بأن الأشخاص الذين نشأوا في ظل الرقابة سيكونون ساذجين للغاية للحكم على الرذيلة، إذ يرى أن الكبار يمكنهم تعلم الرذيلة بعد أن تتشكل شخصياتهم، أما قبل ذلك فهم أكثر عرضة للتأثر بها بشكل خطير.
يقترحون بعد ذلك أن يكون الجزء الثاني من تعليم الحراس فن الجمباز، إذ بالتدريب البدني، سيتمكن الحراس من العيش دون الحاجة إلى رعاية طبية متكررة؛ حيث يمنع التدريب البدني المرض والضعف. ويشير سقراط إلى أن أي مرض يتطلب عناية طبية مستمرة يجعل الحياة غير جديرة بالعيش. وبالقياس، فإن أي مجتمع يتطلب نزاعات قانونية مستمرة هو مجتمع غير صحي ولا يستحق البقاء.
يؤكد سقراط أن الحُراس من الذكور والإناث يجب أن يتلقوا نفس التعليم، وأن يُحظر عليهم امتلاك الملكية الخاصة حتى لا يصبحوا متملكين وينحرف تركيزهم عن مصلحة المدينة بأسرها. ويضيف تمييزًا ثالثًا بين الطبقات، فيقسمهم إلى المساعدين (وهم الجنود العاديون) والحراس (وهم القادة الذين يحكمون المدينة).
في الحكاية الخيالية المعروفة بأسطورة المعادن أو مثل المعادن، يقدم سقراط "الكذبة النبيلة" (γενναῖον ψεῦδος) لإقناع جميع سكان المدينة بأداء أدوارهم الاجتماعية. يزعم أن الجميع وُلدوا من رحم أمهم، التي هي الوطن الأم، ولذلك فهم جميعًا إخوة، لكن طبيعتهم تختلف؛ فمنهم من يحتوي على الذهب (الحراس)، وآخرون على الفضة (المساعدين)، وغيرهم على البرونز أو الحديد (المنتجين). ويقول سقراط إنه إذا حكم المدينة شخص ذو طبيعة برونزية أو حديدية، فستُدمر المدينة. ويدعي أنه إذا آمن الناس بهذه الأسطورة، فإنها ستُحدث تأثيرًا إيجابيًا، مما يجعلهم أكثر اهتمامًا برعاية الدولة ورعاية بعضهم البعض. ويرى سقراط أن المدينة ستكون أسعد إذا انشغل كل مواطن بالعمل الذي يناسب طبيعته. وإذا كانت المدينة ككل سعيدة، فسيكون الأفراد كذلك.
أما في التربية البدنية والنظام الغذائي للحراس، فإن التركيز ينصب على الاعتدال، إذ إن الفقر والثراء المفرط كلاهما مفسد. ويجادل سقراط بأن مدينة خالية من الثروة تستطيع الدفاع عن نفسها بنجاح ضد المعتدين الأغنياء. ويقول إن الانشغال بالقوانين التفصيلية، مثل تلك المتعلقة بالعقود، أمر لا طائل منه، لأن التعليم الجيد يضمن السلوك القانوني، بينما التعليم الرديء يؤدي إلى الفوضى.
يتابع سقراط البحث عن الحكمة والشجاعة والاعتدال في المدينة، إذ يعتقد أن العدالة ستصبح أوضح فيما يتبقى، إذ سنجد الحكمة بين الحراس الحاكمين، والشجاعة بين الحراس المحاربين، والاعتدال بين جميع طبقات المدينة من خلال الاتفاق حول من يجب أن يحكم ومن يُحكم. وأخيرًا، يُعرّف سقراط العدالة في المدينة بأنها الحالة التي تؤدي فيها كل طبقة وظيفتها فقط دون التدخل في وظائف الطبقات الأخرى.
نبحث عن الفضائل في ذواتنا، بعد اكتشافها في المدينة ككل. ولهذا الغرض، يبتكر سقراط تشبيهًا بين أجزاء المدينة وأجزاء النفس (تشبيه المدينة–النفس). ويجادل بأن الصراع النفسي يدل على نفس منقسمة، إذ لا يمكن لنفس موحدة بالكامل أن تتصرف بطرق متناقضة تجاه نفس الشيء وفي نفس الوقت وبنفس الاعتبار. ويقدم أمثلة على الصراعات المحتملة بين الأجزاء العقلانية والروحاني والشهوانية في النفس، والتي يشبهها بالحُكّام والمساعدين والطبقات المنتجة في المدينة. بعد أن يؤسس فكرة النفس الثلاثية الأجزاء، يحدد سقراط فضائل الفرد. فالإنسان يكون حكيمًا إذا حَكمه الجزء من نفسه الذي يعرف "ما هو مفيد لكل جزء وللكل"، وشجاعًا إذا حافظ بجزئه الروحاني في وسط "المتع والآلام" على القرارات التي توصل إليها الجزء العقلاني، ومعتدلًا إذا اتفقت الأجزاء الثلاثة على أن يقودها الجزء العقلاني. ويكون الإنسان عادلًا إذا انشغل كل جزء من نفسه بوظيفته الخاصة دون التدخل في وظيفة جزء آخر. ومن هذا التعريف يتبين أن الإنسان لا يمكن أن يكون عادلًا إذا لم يتحلَّ بالفضائل الأساسية الأخرى. في هذا السياق، يمكن اعتبار أفلاطون من أوائل المفكرين الذين أسسوا مفهوم "البُنى الاجتماعية".

### الكتاب الخامس والسادس: سفينة الدولة
بعد أن عرّف سقراط بنجاح الدستور العادل لكل من المدينة والنفس، انتقل إلى التفصيل حول الأنظمة الأربعة غير العادلة لكل منهما. لكن أديمنتوس وبوليمارخوس قاطعاه، طالبين منه أولاً تفسير كيفية تعريف وتنظيم مسألة مشاركة الزوجات والأبناء في طبقة الحراس، وهو موضوع أُشير إليه في الكتاب الثالث. يجد سقراط نفسه غارقًا في هذا الطلب، ويصفه بأنه ثلاث "موجات" من الهجوم التي يجب أن تصمد حججه أمامها. هذه الموجات الثلاث تتحدى ادعاءات سقراط التي تتمثل في:
1. أن كلا من الحراس الذكور والإناث ينبغي أن يتلقوا نفس التعليم.
2. أن التكاثر البشري يجب أن يُنظم من قبل الدولة، بحيث لا يعرف الأبناء آباءهم البيولوجيين الفعليين، ولا يعرف الآباء أبناءهم.
3. أن مثل هذه المدينة المثالية، بحاكمها الفيلسوف، يمكن أن تتحقق في العالم الواقعي.

في الكتب من الخامس إلى السابع، يؤدي إلغاء الثروات بين طبقة الحراس (في نهج مشابه لنموذج ماكس فيبر للبيروقراطية) إلى التخلي عن مفهوم الأسرة التقليدية. ونتيجة لذلك، لا يجوز لأي طفل أن يعرف والديه، ولا يجوز للوالدين أن يعرفوا أبناءهم. يروي سقراط حكاية تُعرف بـ"تشبيه الحكومة الصالحة"، حيث يجمع الحُكام بين الأزواج للتكاثر بناءً على معايير محددة تتعلق بالتكاثر. وهكذا، يتم تحقيق استقرار السكان من خلال ما يمكن وصفه بأنه تحسين النسل، وتسقط الروابط الأسرية التقليدية لصالح تعزيز التماسك الاجتماعي، إذ تُعتبر المدينة بأكملها بمثابة عائلة واحدة.
أما فيما يتعلق بتعليم الشباب، فإنه يقتصر على الأعمال الأدبية التي تشجعهم على تحسين أنفسهم لصالح الدولة، ويُعلمون أن الآلهة كائنات خيّرة وعادلة، لا تصدر عنها سوى الأمور الطيبة.
يطرح سقراط حجته بأن المدينة المثالية تحتاج إلى فيلسوف حقيقي يمتلك فهمًا للـ"صور" (Forms) ليحقق تعاونًا متناغمًا بين جميع مواطني المدينة. وتشبه حوكمة المدينة-الدولة قيادة السفينة، أي "سفينة الدولة". ولابد أن يتسم هذا الحاكم-الفيلسوف بالذكاء، والمصداقية، والرغبة في عيش حياة بسيطة. غير أن هذه الصفات نادرًا ما تظهر بمفردها، ولذا ينبغي تعزيزها من خلال التعليم ودراسة الخير.

### الكتاب السادس والسابع: تشبيهات الشمس والخط المُقسم والكهف

يُجسد تشبيه الكهف عند أفلاطون الفارق بين عالم الظواهر الحسية وعالم الصور المثالية

يُجسّد تشبيه الكهف عند أفلاطون الفارق الجوهري بين عالم الظواهر الحسية وعالم الصور المثالية (Forms). وكما أن الأجسام المرئية تحتاج إلى النور لتُرى، فإن موضوعات المعرفة تحتاج إلى نور العقل لكي تُدرك.
يتخيل أفلاطون جماعة من البشر قُيّدوا بالسلاسل منذ ولادتهم داخل كهفٍ تحت الأرض، بحيث لا يستطيعون الالتفات لرؤية العالم الخارجي خلفهم. أمامهم جدارٌ تنعكس عليه ظلال أجسامٍ متحركة خلفهم تُضاء بنارٍ مستمرة. هذه الظلال تمثل كل ما يعرفه السجناء عن الواقع، إذ لم يشهدوا سوى هذه الانعكاسات طيلة حياتهم. وبما أنهم لم يتعرضوا لأي تجربة أخرى للواقع، فإنهم ينسبون أسماءً لهذه الظلال مثل "كلب" أو "قطة"، معتقدين أنها تمثل الحقيقة. بعد ذلك يشرح أفلاطون كيف أن الفيلسوف يشبه السجين الذي تحرر من قيوده وخرج من الكهف. في البداية، عندما يخرج السجين من الكهف، يبهِره الضوء ويعمى بصره لأنه لم يعتد على النور. ولكن مع الوقت، يعتاد على السطوع ويرى الشعلة والتماثيل التي كانت تُلقي ظلالها على جدار الكهف. وهكذا يدرك أن ما شاهده سابقًا لم يكن سوى انعكاسات زائفة، مجرد نسخ أو تقليد للحقيقة. يُشبّه أفلاطون التماثيل والنار في الكهف بعالم الظواهر الحسية، بينما يُمثل العالم الخارجي الذي يصل إليه السجين عالم الصور المثالية. ما نراه وندركه في حياتنا اليومية ليس سوى انعكاسات وظلال، بينما الحقيقة الكاملة تكمن في الصور المثالية، التي يدركها العقل الفلسفي. في نهاية هذا التشبيه، يؤكد أفلاطون أن على الفيلسوف، بعد أن يشاهد العالم المثالي ويدرك الحقيقة، أن يعود إلى الكهف ليُعلّم أولئك الذين لا يزالون أسرى الظلال. يرى أفلاطون أن الذين اختبروا العالم المثالي وتعرّفوا على الخير المطلق، عليهم واجب أخلاقي بتعليم الآخرين في العالم الحسي، حتى لو كان هذا الأمر محفوفًا بالصعوبات. بما أن الفيلسوف وحده هو الذي يدرك الخير الحقيقي، فهو الأجدر بحكم المجتمع، لأنه يمتلك المعرفة اللازمة لتحقيق العدالة والخير العام.

### الكتاب الثامن والتاسع: أنظمة أفلاطون الخمسة
في الكتابين الثامن والتاسع، يعرض أفلاطون نقده لأنماط الحكم، فيصنف الأنظمة السياسية إلى خمسة أنواع: الأرستقراطية، التيموقراطية، الأوليغاركية، الديمقراطية، والطغيان.
ينطلق أفلاطون من الأرستقراطية المتخيلة، التي يحكمها الملك الفيلسوف، وهو نظام عادل قائم على الحكمة وحب المعرفة، حيث يسيطر العنصر العقلاني. ومع ذلك، تتدهور الأرستقراطية إلى التيموقراطية عندما تضم الأجيال اللاحقة أشخاصًا ذوي طبيعة أدنى، يميلون ليس فقط إلى فضائل الروح بل أيضًا إلى جمع الثروات. في النظام التيموقراطي، يركز الحكام جهودهم على الرياضة البدنية وفنون الحرب، إضافة إلى فضيلة الشجاعة المرتبطة بها. ومع الوقت، يؤدي تسلل حب المال إلى تقويض قيم الشرف، فيتحول النظام إلى الأوليغاركية. تتسم الأوليغاركية بسيطرة العنصر الشهواني، إذ تصبح الطبقة الغنية هي الحاكمة. ومع ذلك، يُظهر الأوليغاركيون فضيلة واحدة على الأقل، هي فضيلة الاعتدال، ولكن ليس انطلاقًا من مبدأ أخلاقي، بل بدافع الرغبة في تقليل الهدر لتكديس الثروة. ومع توسع الفجوة الاقتصادية بين الطبقات الاجتماعية، تنشأ توترات وصراعات تؤدي إلى الإطاحة بالأقلية الثرية على يد الأغلبية الفقيرة، ومن هنا تحل الديمقراطية محل الأوليغاركية.
في النظام الديمقراطي، تتضخم الطبقة الدنيا باستمرار، ويؤدي حكم الشعب إلى فوضى يحركها الخوف من عودة الأوليغاركية، مما يمنح فرصة لديماغوجي ذكي لاستغلال هذا الوضع والصعود إلى السلطة، وبالتالي تأسيس نظام الطغيان. في ظل الطغيان، تصبح المدينة مستعبدة للحاكم الطاغية الذي يستخدم حراسه للتخلص من أفضل العناصر الاجتماعية والسياسية في المدينة لضمان استمراره في الحكم، بينما يُبقي على أسوأ العناصر. يلجأ الطاغية إلى إثارة الحروب لترسيخ مكانته كقائد. وبهذا، يصبح الطغيان أكثر الأنظمة ظلمًا وفسادًا.
بالتوازي مع هذه الأنظمة السياسية، يبحث سقراط في النفوس التي تتوافق مع كل نظام منها. يصف كيف أن الأرستقراطي قد يضعف أو يبتعد عن الرفاهية المادية والسياسية، وكيف يستجيب ابنه لذلك بأن يصبح مفرط الطموح. أما التيموقراطي، فقد يهزمه النظام القضائي أو المصالح الراسخة؛ فيستجيب ابنه بجمع الثروة لضمان القوة وحماية نفسه، فيتحول إلى أوليغاركي. ابن الأوليغاركي ينشأ في بيئة من الثروة دون أن يضطر لممارسة التوفير أو التقشف، فيغلب عليه الانغماس في رغباته، فيصبح ديمقراطيًا، مقدرًا الحرية فوق كل شيء. الرجل الديمقراطي يمزقه الصراع بين شهوات الطاغية وانضباط الأوليغاركي، وينتهي به الحال في منتصف الطريق: يقدّر كل الرغبات، سواء كانت جيدة أو سيئة. أما الطاغية، فيتبع نفس إغراءات الديمقراطي، ولكنه بلا أي انضباط أو اعتدال يقيّده، فتغلبه شهواته ورغباته الجامحة، ويصبح عبدًا لشهواته وسيدًا على من يستطيع استعبادهم.
يشير سقراط إلى ميل البشر إلى الفساد عند امتلاك السلطة، مما يؤدي إلى الانزلاق نحو التيموقراطية، ثم الأوليغاركية، فالديمقراطية، وأخيرًا الطغيان. ومن هنا يستنتج أن الحكم يجب أن يُترك للفلاسفة، باعتبارهم الأكثر عدلاً والأقل عرضة للفساد. المدينة الفاضلة عند أفلاطون هي التي يحكمها ملوك فلاسفة، أفراد غير مهتمين بمصالحهم الشخصية، بل مكرسين لخير الدولة. هؤلاء الفلاسفة، الذين رأوا الصور المثالية (Forms)، يعرفون ماهية الخير، ويدركون أثر الطمع المفسد، لذا فهم لا يملكون ممتلكات، ولا يتلقون رواتب. يعيش الملوك الفلاسفة في شيوعية متزنة، حيث يأكلون وينامون في حياة بسيطة ومتواضعة.

### الكتاب العاشر: أسطورة إر
في خاتمة موضوعٍ تم تناوله بشكلٍ صريح في تشبيهات الشمس والخط المنقسم في الكتاب السادس، يرفض سقراط بشكل قاطع أي نوع من الفن التمثيلي ويخلص إلى أن الفنانين الذين يعتمدون على المحاكاة لا مكان لهم في المدينة الفاضلة. يواصل سقراط الدفاع عن خلود النفس (السايكي) ويعرض نظرية تناسخ الأرواح، وينتهي بتفصيل المكافآت التي ينالها الإنسان العادل، سواء في هذه الحياة أو في الحياة الأخرى. يرى سقراط أن الفنانين يبتكرون أشياءً ليست سوى نسخ مشوهة عن الفكرة الأصلية. ويقول: "وكلما أخبرنا أحدهم بأنه وجد رجلاً يعرف كل الفنون، وكل ما يعرفه أي إنسان آخر، ويُتقن كل شيء بدقةٍ تفوق الآخرين، فإنني أعتقد أننا لا نستطيع إلا أن نتخيله مخلوقًا بسيطًا قد خُدع من قِبَل ساحرٍ أو ممثلٍ قابله، وظنه يعرف كل شيء لأنه لم يكن قادرًا على تحليل طبيعة المعرفة والجهل والمحاكاة."
نسمح أحيانًا لشغفنا بأن يتحكم في أفعالنا أو في طريقة تفكيرنا، رغم أنه يجب السيطرة عليه إذا أردنا أن نزيد من سعادتنا.

## الإرث

### اليونان القديمة وروما

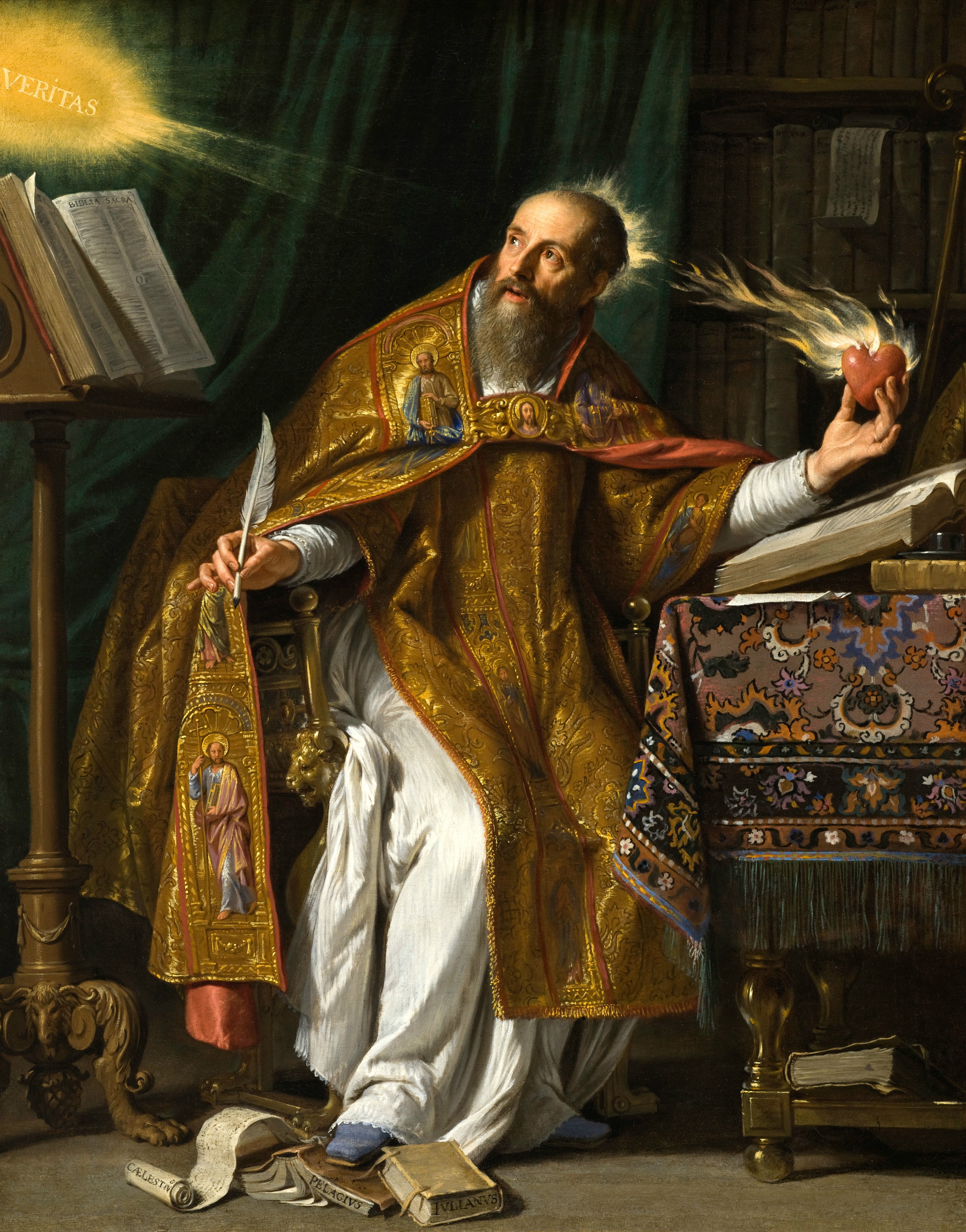
كتب القديس أوغسطينوس كتاب "مدينة الله" كنموذج آخر للمدينة الفاضلة

ينظم أرسطو العديد من تحليلات أفلاطون في كتابه "السياسة"، وينتقد مقترحات العديد من الفلاسفة السياسيين فيما يتعلق بالمدينة الفاضلة.
كتب زينون الرواقي، مؤسس المدرسة الرواقية، نسخته الخاصة عن المجتمع المثالي بعنوان "جمهورية زينون"، كمعارضة لـ"جمهورية أفلاطون". كانت "جمهورية زينون" مثيرة للجدل وأثارت بعض الإحراج لدى الرواقيين اللاحقين بسبب دفاعها عن الحب الحر، وسفاح القربى، وأكل لحوم البشر، وبسبب معارضتها للتعليم التقليدي وبناء المعابد، والمحاكم، وصالات الألعاب الرياضية.
يُستمد عنوان حوار أفلاطون من كتاب شيشرون "في الجمهورية" الذي كُتب بعد حوالي ثلاثة قرون. يقلد حوار شيشرون أسلوب أفلاطون ويتناول العديد من الموضوعات نفسها، كما تعبر الشخصية الرئيسية لشيشرون، سكيبيو إيميليانوس، عن تقديره لأفلاطون وسقراط.
كتب أوغسطينوس أسقف هيبو كتابه "مدينة الله"، فوصف فيه أيضًا نموذجًا لـ"المدينة الفاضلة"، والتي تمثل في حالته أورشليم السماوية، مستخدمًا لغة رؤيوية مشابهة للغة الفلاسفة الذين سبقوه.

### العصور الوسطى

#### ابن رشد
كان الفلاسفة المسلمون أكثر اهتمامًا بأرسطو من أفلاطون، ولكن نظرًا لعدم توفر كتاب "السياسة" لأرسطو، قام ابن رشد بتأليف شرح على "جمهورية" أفلاطون. قدم ابن رشد نموذجًا سلطويًا يتبع النموذج الأبوي لأفلاطون. يحقق النظام الملكي المطلق، بقيادة الملك الفيلسوف، مجتمعًا منظمًا بشكل عادل. يتطلب ذلك استخدامًا واسعًا للإكراه، على الرغم من أن الإقناع مفضل وممكن إذا تم تربية الشباب بشكل صحيح. يؤكد ابن رشد أيضًا على أن البلاغة، وليس المنطق، هي الطريق المناسب للوصول إلى الحقيقة بالنسبة لعامة الناس. كما تتطلب المعرفة البرهانية عبر الفلسفة والمنطق دراسة خاصة. وتساعد البلاغة الدين في الوصول إلى الجماهير. يقبل ابن رشد مبدأ المساواة بين النساء متبعًا بذلك أفلاطون، فيقول بوجوب تعليمهن والسماح لهن بالخدمة في الجيش؛ وقد تكون الأفضل بينهن فلاسفة أو حكامًا في المستقبل، كما يقبل ابن رشد إجراءات أفلاطون غير الليبرالية مثل الرقابة على الأدب، ويستخدم أمثلة من التاريخ العربي لتوضيح الأنظمة السياسية العادلة والمنحطة.

### توماس مور
عندما كتب توماس مور كتابه "يوتوبيا"، ابتكر أسلوب استخدام تصوير "اليوتوبيا" كوسيلة لنقل أفكاره عن المجتمع المثالي. تشبه جزيرة يوتوبيا التي وصفها مور أيضًا "جمهورية" أفلاطون في بعض الجوانب، من بينها الملكية المشتركة وانعدام الخصوصية.

### هيغل

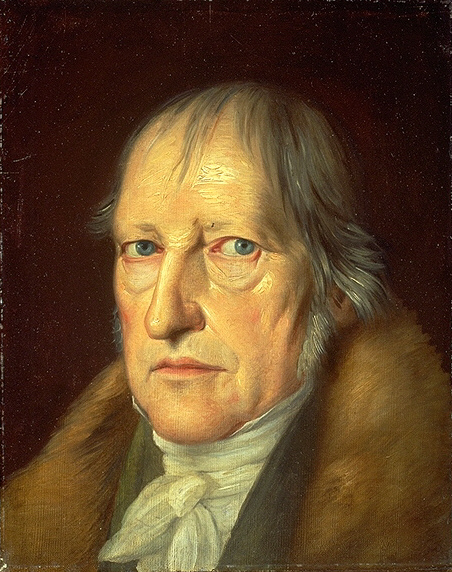
أعجب هيغل بنظريات أفلاطون عن الدولة والأخلاق؛ لأنه لم ينغمس في النظريات والمبادئ المجردة كغيره من الفلاسفة المحدثين.

كان هيجل يحترم نظريات أفلاطون عن الدولة والأخلاق أكثر بكثير من نظريات الفلاسفة المحدثين الأوائل مثل لوك، وهوبز، وروسو، التي انطلقت من "حالة الطبيعة" الخيالية التي حددتها احتياجات الإنسان "الطبيعية" ورغباته وحريته. بالنسبة لهيجل، كان هذا تناقضًا: إذ إن الطبيعة والفرد متناقضان، فالحريات التي تُعرِّف الفردية في حد ذاتها هي ظواهر متأخرة في مسرح التاريخ. ولذلك، فإن هؤلاء الفلاسفة أسقطوا دون قصد صورة الإنسان كفرد في المجتمع الحديث على حالة بدائية من الطبيعة. أما أفلاطون، فقد تمكن من فهم الأفكار المحددة لعصره:
ليس أفلاطون بالرجل الذي ينغمس في النظريات والمبادئ المجردة؛ فعقله المحب للحقيقة قد أدرك ومثَّل حقيقة العالم الذي عاش فيه، حقيقة الروح الواحدة التي عاشت فيه كما في اليونان نفسها. لا يمكن لأي إنسان أن يتجاوز عصره؛ فروح عصره هي أيضًا روحه، لكن النقطة المحورية هي التعرف على تلك الروح من خلال محتواها.
لم تكن "جمهورية" أفلاطون، بالنسبة لهيجل، نظرية مجردة أو مثالية تفوق الطبيعة الحقيقية للإنسان، بل على العكس، لم تكن مثالية بما يكفي، ولم تكن جيدة بما يكفي بالمقارنة مع المبادئ المثالية التي كانت كامنة أو ناشئة بالفعل في واقع عصره؛ وهو عصر كانت فيه اليونان على وشك الدخول في مرحلة الانحدار. ومن بين هذه الأفكار الناشئة فكرة كانت على وشك أن تدمر أسلوب الحياة اليوناني: الحريات الحديثة—أو الحريات المسيحية من وجهة نظر هيجل—مثل حرية الفرد في اختيار طبقته الاجتماعية، أو نوع الملكية التي يسعى إليها، أو المهنة التي يرغب في ممارستها. كانت هذه الحريات الفردية مستبعدة من "جمهورية" أفلاطون.
لقد أدرك أفلاطون روح عصره الحقيقية واستوعبها، وقام بتقديمها بطريقة أكثر وضوحًا، حيث أراد أن يجعل هذا المبدأ الجديد مستحيلًا في جمهوريته.
لقد كانت اليونان عند مفترق طرق، وكانت "الدستور" الجديد الذي قدمه أفلاطون في "الجمهورية" محاولة للحفاظ على اليونان: كان رد فعل رجعيًا على الحريات الجديدة المتعلقة بالملكية الخاصة وما إلى ذلك، والتي تم إضفاء الطابع القانوني عليها في نهاية المطاف من خلال روما. وبناءً على ذلك، كان في الحياة الأخلاقية محاولة لتقديم دين يرفع من شأن كل فرد ليس كمالك للملكية، بل كحامل لروح خالدة.

### القرن العشرون
أعجب موسوليني بـ"جمهورية" أفلاطون، وكان يقرأها كثيرًا للحصول على الإلهام. عرضت "الجمهورية" عددًا من الأفكار التي روج لها الفاشيون، مثل الحكم من قبل نخبة تروج للدولة كغاية نهائية، ومعارضة الديمقراطية، وحماية النظام الطبقي وتعزيز التعاون بين الطبقات، ورفض المساواة، وتشجيع عسكرة الأمة من خلال إنشاء طبقة من المحاربين، والمطالبة بأن يؤدي المواطنون واجبات مدنية لصالح الدولة، واستخدام تدخل الدولة في التعليم لتعزيز تطوير المحاربين وحكام الدولة المستقبليين. كان أفلاطون مثاليًا يركز على تحقيق العدالة والأخلاق، بينما كان موسوليني والفاشية واقعيين يركزون على تحقيق الأهداف السياسية.
رشّح مارتن لوثر كينغ الابن كتاب "الجمهورية" كأحد الكتب التي يود أن يمتلكها في جزيرة مهجورة، إلى جانب الكتاب المقدس.

## وصلات خارجية
- الجمهورية على موقع الموسوعة البريطانية (الإنجليزية)

- جمهورية أفلاطون على موقع مؤسسة هنداوي للتعليم والثقافة